# تذبذب منخفض التردد

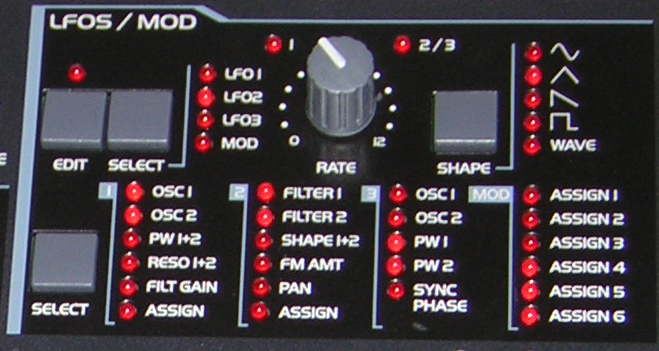
مذبذب التردد المنخفض كجزء من سنثسيزر حديث

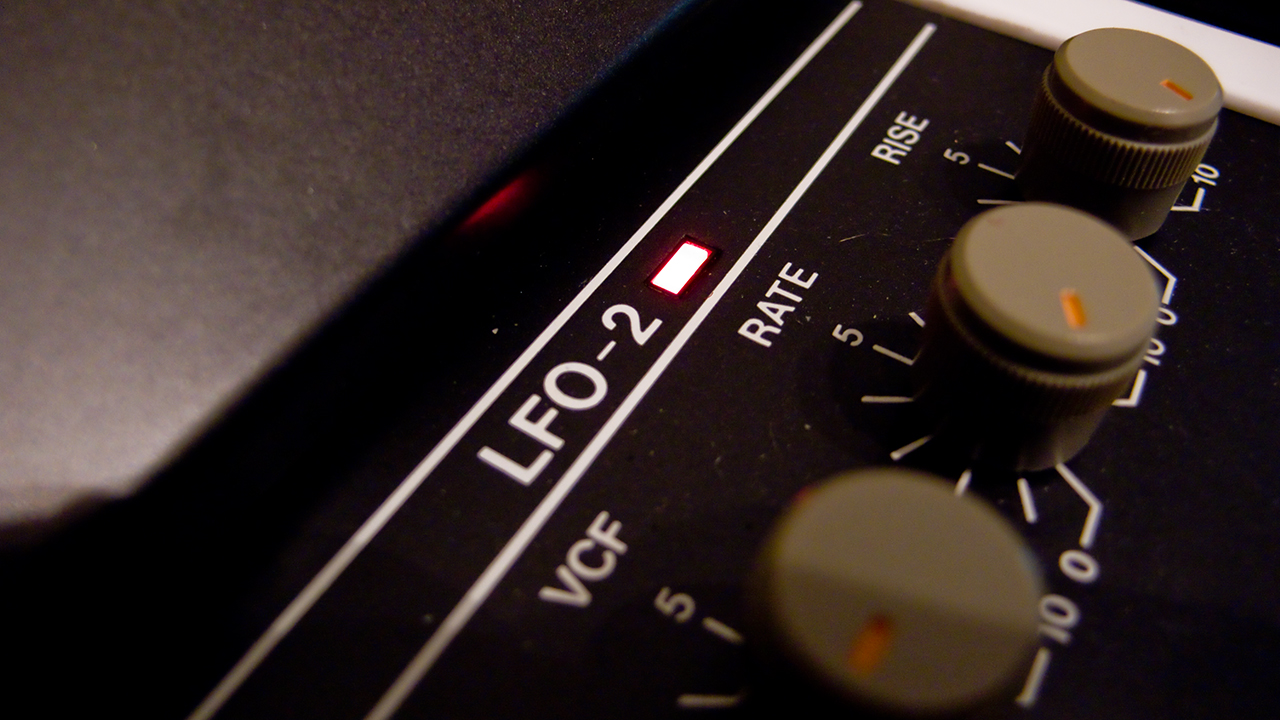
مذبذب التردد المنخفض

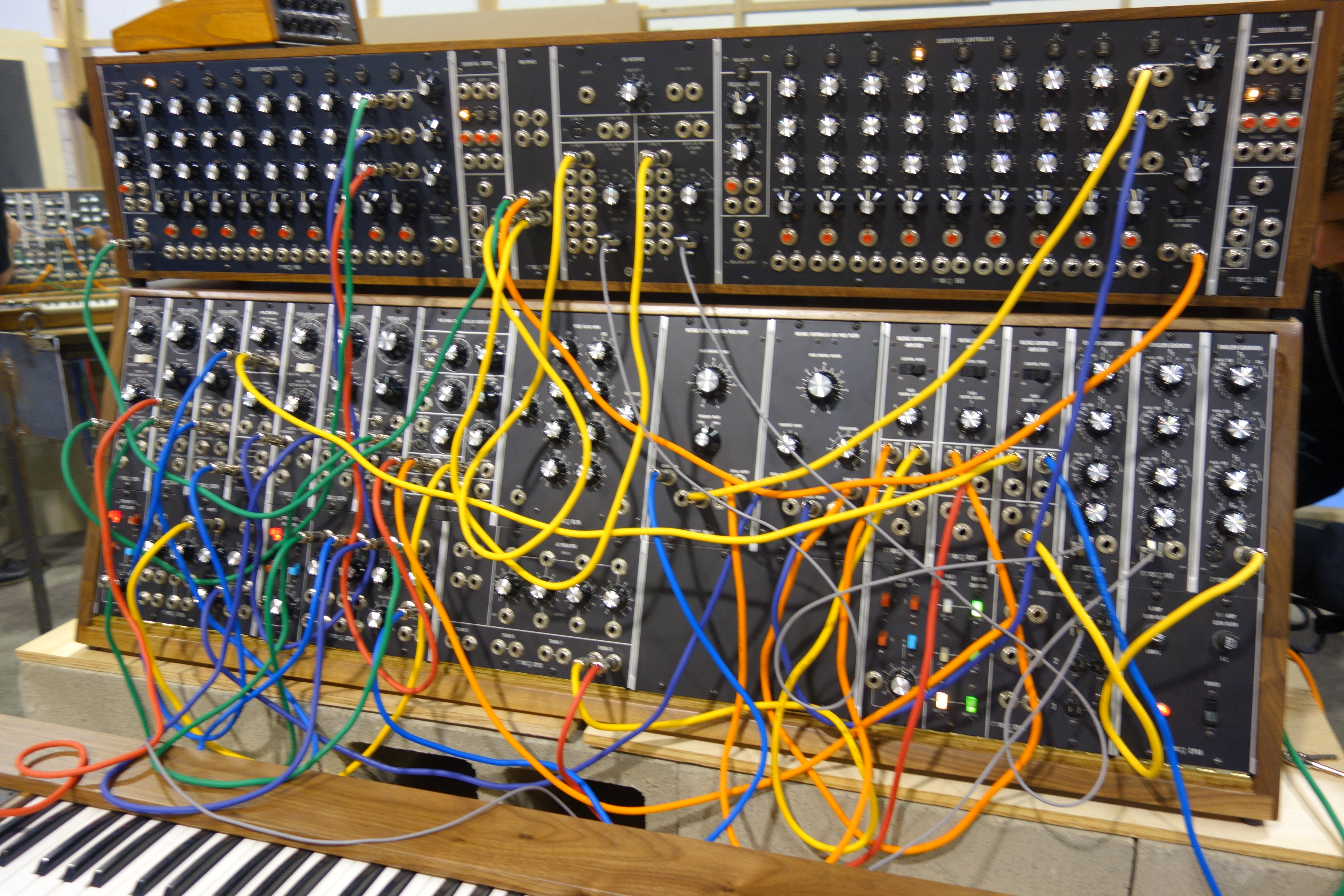
وحدات سنثسيزر

التذبذب منخفض التردد (بالإنجليزية Low-frequency oscillation) هو إشارة إلكترونية عادةً ما تكون أقل من 20 هرتز ويكون على شكل نبضات أو تموجات، حيث يستخدم غالبًا لتعديل السنثسيزر، وخطوط زمن التأخير وغيرها من المعدات السمعية من أجل إنشاء تأثيرات تستخدم في إنتاج الموسيقى الإلكترونية، والتأثيرات الصوتية.

## خلفية
تم ابتكار مفهوم التذبذب منخفض التردد لأول مرة في الستينات والسبعينات، حيث كان تأثره حينها يعتبر غير جوهري. يمكن توجيه التذبذب منخفض التردد للسيطرة على تردد المذبذب الصوتي، وطور موجة التردد، وفلترة التردد أو معامل التضخيم.
يعتبر المذبذب منخفض التردد مذبذب ثانوي في دائرة السنثسيزر، يعمل المذبذب منخفض التردد عند تردد منخفض (كما هو واضح من اسمه) حوالي 20 هرتز، تستخدم هذه الإشارة ذات التردد المنخفض لتعديل إشارة أخرى، حيث تقوم بتغييرها بدون تدخل مصدر خارجي، تتخذ موجة المذبذب منخفض التردد شكل دوري (periodic) مثل: موجة منحنى الجيب، أو موجة مربعية، أو موجة مثلثية، أو موجة سن المنشار، كما يمكن دمج أي عدد من هذه الموجات لإنتاج شكل موجة جديد.

## في الثقافة الشعبية
تتخد الشركة البريطانية لإنتاج الموسيقى الإلكترونية LFO اسمها نسبة إلى التذبذب منخفض التردد Low-frequency oscillation.

## وصلات خارجية
- كيف تستخدم المتذبذب منخفض التردد بإبداع (باللغة الإنجليزية).